# Louis Lindemans
Louis Antonius Lindemans (Opwijk, 11 juni 1853 – aldaar, 24 oktober 1933) was een Belgisch lokaal en provinciaal politicus en bestuurder en eigenaar van het Pensionnat Lindemans à Opwyck, een private kostschool.

## Familie
Louis Lindemans stamde uit een familie van notarissen, bierbrouwers, kostschoolhouders en industriëlen, met een stamboom die terugvoert tot 1370. In 1886 trouwde hij met jonkvrouw Constance de Waepenaert de Kerrebrouck. Uit hun huwelijk werden elf kinderen geboren. Hij was onder meer de vader van Jan Lindemans en Paul Lindemans, de schoonvader van volksvertegenwoordiger Hendrik Borginon, de grootvader van volksvertegenwoordiger en senator Leo Lindemans en de overgrootvader van de internationale choreografe Anne Teresa De Keersmaeker.

## Publieke leven
Lindemans was op allerlei domeinen, vooral op het caritatieve vlak, actief:
- voorzitter van de Kerkfabriek van de Sint-Pauluskerk van Opwijk
- sinds november 1914 voorzitter van het Steun- en Voedingscomité in Opwijk en lid van het kantonale Comité in Asse
- lid van het Bureel van Weldadigheid
- voorzitter van het Sint-Vincentiusgenootschap
- voorzitter van de maatschappij van onderlinge bijstand Sint-Paulusgilde

Politiek was hij actief binnen de Katholieke Partij. Hij was gemeenteraadslid in Opwijk en van 1908 tot 1929 provincieraadslid voor de provincie Brabant. 

## Oorlogsjaren
In het begin van de Eerste Wereldoorlog stelde Louis vier van de vijf vleugels van het gebouwencomplex van zijn pensionaat ter beschikking om vluchtelingen op te vangen en gewonden te verzorgen. Gedurende de bezetting werden er verschillende Duitse legereenheden ingekwartierd. Op het einde van de oorlog werden er geallieerde troepen gelegerd die deelnamen aan de bevrijding van Brussel. 
Hij kreeg later vooral bekendheid als een dagboekschrijver die tijdens de Eerste Wereldoorlog met scherpzinnige blik het reilen en zeilen van de bevolking in bezet België beschreef.